# Joe Judge
Joseph F. Judge (31 de dezembro de 1981) é um treinador de futebol americano profissional. Ele comandou o New York Giants em 2020 e 2021, franquia pertencente a National Football League (NFL). Antes de ingressar nos Giants, Judge atuou como assistente técnico no New England Patriots de 2012-2019 liderando o special teams, vencendo três Super Bowls junto a Bill Belichick. 
Em 8 de janeiro de 2020, Judge foi contratado para se tornar o 21º técnico do New York Giants. De acordo com Rick Gosselin, da Sports Illustrated, ele foi apenas o segundo técnico da NFL a ser contratado diretamente de um cargo de técnico de times especiais, depois de Frank Gansz. Após ser demitido dos Giants em 2022, ele assumiu a função de técnico assistente no New England Patriots.